# Копоровський Григорій Ілліч
Григорій Ілліч Копровський (18 березня 1909, Катеринослав — після 1974, Київ) — український радянський архітектор.

## Біографія
Народився 18 березня 1909 року в місті Катеринославі (нині Дніпро, Україна). Протягом 1929—1931 років навчався у Київському художньому інституті; у 1931—1934 роках — у Київському інженерно-будівельному інституті. Член ВКП(б) з 1942 року. 

## Архітектурна діяльність
У Києві здійснив проєктування і будівництво:
- Урядового центру (співавтор Петро Юрченко);
- Театру юнго глядча (співавтор Василь Онащенко);
- житлового будинку заводу «Більшовик» (співавтор Анатолій Добровольський; будівництво розпочате 1939 року).

Брав участь у розробці серій житлових будинків та будівель торгово-побутових підприємств для міст і сіл Української РСР. Зокрема, 1 та 2-поверховими будинками його авторства забудовано селище Монтажник у Києві.
Автор статей з питань архітектури у журналах і наукових збірниках.

## Статті
- Для строительства в Киеве / Г. Копоровский, В. Репях // Строительство и архитектура. - 1963. - № 3.
- Жилі будинки в Києві з великих цегляних і силікатних блоків / Г. І. Копоровський, М. Медведєв // Архітектура і будівництво. - 1955. - № 4.
- Кіно піонерів / Г. І. Копоровський, А. В. Добровольський // Соціалістичний Київ. - 1935р. - № 4
- Нові типові проекти економічного житла: (У Київпроекти) / Г. І. Копоровський, Л. Куліков // Будівництво і архітектура. - 1957. - № 4.
- Новые серии типовых проектов жилых домов: (Серия агрегатного производства) / Козюлин, В.В.; Козлинер, Н.Л.; Копоровский, Г.И.; Яблонский, Д. Н. // Строительство и архитектура. - 1969. - № 8.
- Новые типовые проекты экономичного жилья (В Киевпроекте) [Текст] / Г. Копоровский, Л. Куликов // Строительство и архитектура. - 1957. - № 4.
- Совершенствование качества массового индустриального жилища (на примере серии № 96) / В. В. Козюлин, Г. И. Копоровский, Э. П. Репринцева // Строительство и архитектура. - 1973. - № 4.